# Pietro Campilli

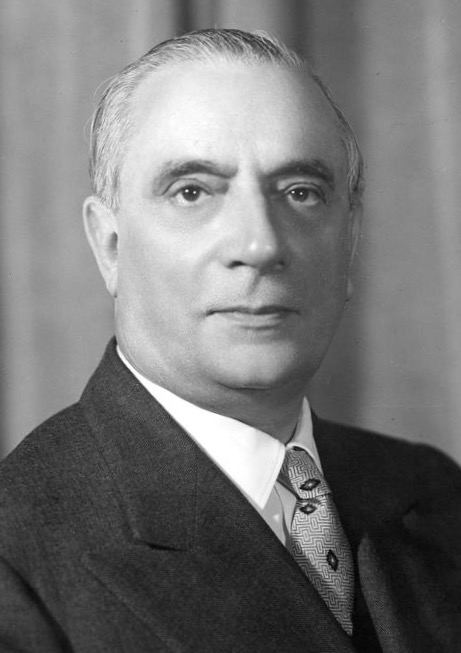
Pietro Campilli

Pietro Campilli (* 30. November 1891 in Frascati, Provinz Rom; † 8. Juli 1974) war ein italienischer Politiker der Democrazia Cristiana (DC), der zehn Jahre lang Mitglied der Abgeordnetenkammer (Camera dei deputati) sowie mehrmals Minister verschiedener Ressorts war. Er war zwischen 1958 und 1959 erster Präsident der Europäischen Investitionsbank (EIB) in Luxemburg.

## Leben

### Studium, Mitgründer der PPI und Zeit des Faschismus
Campilli arbeitete nach dem Schulbesuch zunächst als Buchhalter und absolvierte danach ein Studium der Wirtschaftswissenschaften und Handelsbetriebslehre. Während des Studiums engagierte er sich im katholischen Studentenverband FUCI (Federazione Universitaria Cattolica Italiana). Nach dem Abschluss des Studiums war er als Unternehmensberater sowie als Bank- und Wirtschaftsmanager tätig. 
Am 19. November 1919 gehörte er zu den Mitgründern der Volkspartei PPI (Partito Popolare Italiano)und nahm als Delegierter an deren Parteitagen in Neapel (April 1920), Venedig (Oktober 1921) und Turin (April 1923) teil. In dieser Zeit begann er sein politisches Engagement für die PPI in der Region Latium und wurde 1923 Mitglied des Rates der Provinz Rom, in dem er zeitweilig auch Oppositionsführer war. Während der faschistischen Regierung Benito Mussolinis zog er sich aus dem politischen Leben zurück und war als Unternehmer tätig.

### Abgeordneter und Minister

#### Verfassunggebende Versammlung 1946 bis 1948
Bei den Parlamentswahlen vom 2. Juni 1946 wurde er als Kandidat der Democrazia Cristiana (DC) für das Collegio XX Roma zum Mitglied der Verfassunggebenden Versammlung (Assemblea Costituente) gewählt, der er bis zum 18. April 1948 angehörte.
Am 13. Juli 1946 wurde Campilli von Ministerpräsident Alcide De Gasperi als Außenhandelsminister (Ministro del Commercio con l’Estero) in dessen zweites Kabinett berufen, dem er bis zum 2. Februar 1947 angehörte. Im darauf folgenden dritten Kabinett De Gasperi fungierte er zwischen dem 2. Februar und dem 31. Mai 1947 als Minister für Finanzen und Schatz (Ministro delle Finanze e Tesoro).
Im Anschluss war er von Mai 1947 bis Ende 1948 Vertreter Italiens im Komitee für europäische wirtschaftliche Zusammenarbeit, aus der die Organisation für europäische wirtschaftliche Zusammenarbeit hervorging.

#### Erste Legislaturperiode 1948 bis 1953
Bei den Wahlen vom 18. April 1948 wurde Campilli für die DC im Wahlkreis Rom erstmals zum Mitglied der Abgeordnetenkammer (Camera dei deputati) gewählt, dem er von der ersten bis zum Ende der zweiten Legislaturperiode am 11. Juni 1958 an.
Ministerpräsident De Gasperi berief ihn am 28. Januar 1950 auch in dessen sechstes Kabinett, in dem er zunächst bis zum 5. April 1951 Minister ohne Geschäftsbereich (Ministro senza Portafiglio) war und anschließend zwischen dem 5. April und dem 26. Juli 1951 als Verkehrsminister (Ministro dei Trasporti) fungierte. Im Anschluss bekleidete er vom 26. Juli 1951 bis zum 16. Juli 1953 im siebten Kabinett De Gasperi das Amt des Ministers für Industrie und Handel (Ministro dell’Industria e Commercio).

#### Zweite Legislaturperiode 1953 bis 1958
Im achten Kabinett von Ministerpräsident De Gasperi wurde Campilli am 16. Juli 1953 wieder zum Minister ohne Geschäftsbereich berufen und war als solcher mit den Angelegenheiten von Süditalien (Ministro senza Portafiglio con delega per la Cassa del Mezzogiorno) betraut. Dieses Amt übte er auch in den nachfolgenden Regierungen Pella, Fanfani, Scelba, Segni und Zoli aus. Im achten Kabinett De Gasperi war er zwischen dem 16. Juli und dem 17. August 1953 auch verantwortlicher Minister ohne Geschäftsbereich für außerordentliche Arbeiten in Mittel- und Süditalien (Ministro senza Portafiglio con delega per l’Esecuzione di Opere straordinarie nell’Italia centrale e meridionale). Für diesen Aufgabenbereich war er vom 10. Februar 1954 bis zum 6. Juli 1955 auch im Kabinett Scelba sowie zwischen dem 19. Mai 1957 und dem 26. Februar 1958 im Kabinett Zoli zuständig.

### Präsident der Europäischen Investitionsbank und des CNEL
Im Februar 1958 wurde Campilli erster Präsident der neugegründeten Europäischen Investitionsbank (EIB) in Luxemburg und behielt diese Funktion bis zu seiner Ablösung durch Paride Formentini im Juni 1959.
Anschließend übernahm er von Meuccio Ruini die Funktion als Präsident des Nationalrates für Wirtschaft und Arbeit CNEL (Consiglio nazionale dell’economia e del lavoro) und behielt diese bis zu seinem Tod 1974. Während dieser Zeit war er als Nachfolger von Cesare Merzagora zwischen 1970 und seiner Ablösung durch Eugenio Cefis 1971 auch Vorstandsvorsitzender des Mischkonzerns Montedison.